# NGC 5697
NGC 5697 est une galaxie spirale située dans la constellation du Bouvier. Sa vitesse par rapport au fond diffus cosmologique est de 5 574 ± 10 km/s, ce qui correspond à une distance de Hubble de 82,2 ± 5,8 Mpc (∼268 millions d'al). NGC 5697 a été découverte par l'astronome germano-britannique William Herschel en 1787. Cette galaxie a aussi été observée par l'astronome français Guillaume Bigourdan le 6 juin 1894 et elle a été inscrite à l'Index Catalogue sous la cote IC 4471.
NGC 5697 renferme des régions d'hydrogène ionisé. Selon la base de données Simbad, NGC 5697 est possiblement une galaxie active qui contient un quasar.